# Lampracanthia
Lampracanthia is een geslacht van wantsen uit de familie van de Saldidae (Oeverwantsen). Het geslacht werd voor het eerst wetenschappelijk beschreven door Odo Reuter in 1912.

## Soorten
Het genus bevat de volgende soort:

- Lampracanthia crassicornis (Uhler, 1877)